# VK Slavia Sofia
VK Slavia Sofia är volleybollsektionen av Slavia Sofia. Sektionen grundades 24 oktober 1923. Både dam- och herrlaget har varit framgångsrikt. Damlaget har blivit bulgariska mästare fem gånger (1945, 1955, 1957, 1958 och 1961), vunnit bulgariska cupen sex gånger (1954, 1956, 1957, 1971, 1977 och 2007) och nått final i europacupen en gång (1961/1962). Herrlaget har blivit bulgariska mästare åtta gånger (1952, 1953, 1956, 1974, 1975, 1979, 1996 och 1998), vunnit bulgariska cupen tio gånger (1957, 1974, 1976, 1977, 1978, 1994, 1995, 1998, 1999 och 2005) samt nått final i europacupen en gång (1975/1976).